# Galactica 1980
Galactica 1980 is een kortlopende Amerikaanse sciencefictionserie uit 1980. Ze was een vervolg op Battlestar Galactica uit 1978 en daarmee de tweede serie uit de Battlestar Galactica-franchise. De serie is geschreven door Glen Larson en werd eerst uitgezonden door het Amerikaanse netwerk ABC. In Nederland werd de serie oorspronkelijk uitgezonden door de KRO in het begin van de jaren 80.

## Verhaal
Galactica 1980 maakt gebruik van een vrijwel geheel nieuwe rolbezetting. Alle oude crewleden van de vloot zijn "overleden", behalve Commander Adama en Boomer, die de positie als tweede in commando overneemt van Kolonel Tigh.
De serie zelf speelt zich een generatie na de originele serie af. De Battlestar Galactica en zijn vloot van 220 civiele schepen hebben de aarde ontdekt. Maar ze zijn erachter gekomen dat deze geenszins in staat is zichzelf te verdedigen tegen de Cylons, iets waarop men wel gerekend had. Er wordt hierop besloten om teams van koloniale soldaten (colonial warriors) naar de aarde te sturen om incognito verschillende leden van de wetenschappelijke gemeenschap bij te staan in de hoop zo de technologische vooruitgang te versnellen.
In de serie vervangen de personages Kapitein Troy en Luitenant Dillon de populaire Kapitein Apollo en Luitenant Starbuck uit de eerdere Battlestar Galactica-serie. Troy is wel de geadopteerde zoon van Apollo die Boxey werd genoemd in de originele serie. Het personage Jamie Hamilton is een journalist op de aarde.
De eerste drie afleveringen draaiden om een terugkeer in de tijd naar nazi-Duitsland waar Troy, Dillon en Jamie proberen de wetenschapper dokter Xavier te vangen en terug te brengen naar de Galactica. Deze wetenschapper is gevlucht van de Galactica omdat hij ervan overtuigd is dat de Galactica en de kolonialen het best geholpen zijn door de ontwikkeling van de nazi-technologie te versnellen. Hij ontsnapt aan het eind van de derde aflevering.
Na deze drie afleveringen die door de meeste fans nog wel als goed beschouwd worden, werden de scripts zwakker en voornamelijk kinderlijker van aard. Hierdoor verloor de serie, die aanvankelijk een hoog kijkcijfer had, snel haar publiek. In de laatste aflevering voor de serie gestopt werd, keert Starbuck, gespeeld door Dirk Benedict, weer terug naar de Galactica in een episode die een flashback is. Alhoewel deze aflevering ook door de fans hoog gewaardeerd werd en hogere kijkcijfers had dan de voorgaande afleveringen, was dit niet genoeg om de serie te redden.

## Achtergrond
Alhoewel Battlestar Galactica hoge kijkcijfers had en constant in de top 20 van meest bekeken programma's kwam, werd het programma vanwege de voor die tijd extreem hoge productiekosten gestopt. De kosten voor de serie waren zo hoog omdat er speciale effecten gebruikt werden die normaal alleen in films gebruikt werden, en die pas in de kinderschoenen stonden. Omdat er geen ervaring was met speciale effecten op deze schaal moest alles bedacht worden. Vanwege het grote succes van de serie wilde ABC de serie toch voortzetten maar op een goedkopere manier. Hierom werden de dure sterren ontslagen en werd besloten de Galactica versneld de aarde te laten vinden zodat er geen dure decors en speciale effecten meer gedaan hoefden te worden. Dit vormde de basis voor Galactica 1980.
Galactica 1980 werd echter geplaagd door te lage financiering en zwakke scripts. Hierdoor verloor de show al snel een groot deel van zijn kijkerspubliek. Door de fans wordt het verwijt gemaakt dat de show verworden was tot een kinderserie. Een van de door de fans zwaar bekritiseerde nieuwe karakters was de 14-jarige dokter Zee. Dokter Zee was een zogenaamd wonderkind dat nooit iets fout kon doen. Waar in de vorige serie commander Adama nog de wijze leider was, kon deze in de serie uit 1980 niets meer doen zonder de raad van dit wonderkind.
Een aantal van de andere bezwaren die de fans hebben over deze serie zijn de vliegende motoren (die te veel opvallen), het reizen door de tijd (als men dit kon doen kon men immers terug naar de eigen planeet om de inwoners te waarschuwen voor de cylons), het bevriesgeweer (waardoor mensen voor een paar seconden niets konden doen), het onzichtbaar maken, het gebrek aan cylons, een auto die zomaar op twee wielen door de stad rijdt, en de vele gaten in het script.
Deze afleveringen van Galactica 1980 worden dan ook door de meeste fans van Battlestar Galactica beschouwd als niet bestaand en niet horend bij de verhaallijn (niet canon). Deze show wordt onder de fans ook wel BG-'80 genoemd.

## Afleveringen
Galactica 1980 telt tien afleveringen. Daarnaast werd er voor zes afleveringen een script geschreven, maar vijf ervan werden nooit opgenomen en een ervan werd maar deels opgenomen.

## Rolverdeling
| Acteur                                                             | Personage          |
| ------------------------------------------------------------------ | ------------------ |
| Kent McCord                                                        | Kapitein Troy      |
| Barry Van Dyke                                                     | Luitenant Dillon   |
| Robyn Douglass                                                     | Jamie Hamilton     |
| Lorne Greene                                                       | Commandant Adama   |
| Robbie Rist (3 afleveringen) James Patrick Stuart (7 afleveringen) | Dokter Zee         |
| Herb Jefferson jr.                                                 | Kolonel Boomer     |
| Fred Holliday                                                      | Mr. Brooks         |
| Dirk Benedict                                                      | Luitenant Starbuck |

## Credits
- Gecreëerd door: Glen A. Larson
- Uitvoerend producent: Glen A. Larson
- Superviserend producent: David J. O'Connell
- Co-producenten: Jeff Freilich, Ben Kadish
- Assistent Producenten: David G. Phinney, Tim King
- Verhaallijn redacteuren: Chris Bunch, Allan Cole, Robert W. Gilmer
- Muziek: Stu Phillips
- Regisseurs voor fotografie: Ben Colman, Mario DiLeo
- Set regisseurs: Morrie Hoffman, Jennifer Polito-Puma
- Casting door: Phil Benjamin
- Geluid: James F. Rogers, Earl Crain, Jr.
- Productiemanager: John C. Chulay
- Geluidseffecten bewerker: Samuel Reynolds
- Muziek bewerker: Herbert D. Woods
- Kleding: Jean-Pierre Dorleac
- Kleding supervisie: Mark Peterson
- Titels en optische effecten: Universal Title
- Miniaturen en speciale effecten: Universal Hartland

## Na afloop
Later werden de afleveringen van Galactica 1980 samengevoegd met de afleveringen van Battlestar Galactica en samen verder verkocht als één pakket in syndicatie. Een aantal afleveringen werd ook samengevoegd en als video verkocht onder de naam Conquest of the Earth.